# Doylestown (Pennsylvania)
Doylestown è un comune (borough) degli Stati Uniti, capoluogo della Contea di Bucks, nello Stato della Pennsylvania.
A lungo nota come William Doyle's Tavern, dal nome della taverna che William Doyle fondò nel 1745 in un luogo strategico, all'incrocio tra le vie di collegamento che univano Swede's Ford (oggi Norristown) con Coryell's Ferry (oggi New Hope) (l'attuale U.S. Route 202) e Filadelfia con Easton (l'attuale PA Route 611).
Cresciuta attorno al nucleo originario, da hamlet divenne village, e quindi, per la sua posizione baricentrica, nel 1813 divenne capoluogo della contea di Bucks. Questo dette un nuovo impulso alla crescita e nel 1838 alla cittadina venne riconosciuto lo status di borough che ancora detiene.
Nel XX secolo l'archeologo Henry Chapman Mercer vi istituì un museo che raccoglieva la sua collezione di strumenti meccanici ed utensili. Ancor oggi, questo, insieme all'abitazione dello stesso Mercer e al museo di ceramiche e utensili moravi, il "Moravian Pottery and Tile Works" costituisce un complesso di grande richiamo turistico che ha fatto la fortuna di Doylestown.
Il film Signs (2002) si svolge a Doylestown, così come The Brutalist (2024; ma a differenza del primo, è girato in realtà a Budapest).